# Cortinaire bleu violet
Cortinarius cumatilis
Espèce
Le Cortinaire bleu violet (Cortinarius cumatilis) est un champignon agaricomycète du genre Cortinarius et de la famille des Cortinariaceae.

## Philatélie
Le cortinaire bleu violet est représenté sur un timbre de Cuba (45 centavos de 2002 Y&T 4006).